# Комба, Жан-Клод
Жан-Клод Комба́ (фр. Jean-Claude Combaz MEP, 8.12.1856 г., Франция — 18.08.1926 г., Нагасаки, Япония) — католический прелат, миссионер, епископ Нагасаки с 3 июня 1912 года по 18 августа 1926 год, член миссионерской конгрегации Парижское общество заграничных миссий.

## Биография
26 сентября 1880 года Жан-Клод Комба был рукоположён в священника в миссионерской конгрегации «Парижское общество заграничных миссий».
3 июня 1912 года Римский папа Пий X назначил Жана-Клода Комба епископом Нагасаки. 8 сентября 1912 года состоялось рукоположение Жана-Клода Комба в епископа, которое совершил апостольский викарий Сеула и титулярный епископ Мило Гюстав-Шарль-Мари Мютель в сослужении с епископом Осаки Жюлем-Огюстом Шатроном и апостольским викарием Тайку Флорианом-Жаном-Батистом Деманже.
Скончался 18 августа 1926 года в городе Нагасаки.